# This is our night
«This is our night» es una canción electropop de la artista Sakis Rouvas. Fue producida por Dimitris Kontopoulos, Craig Porteils y Irini Cameron Giles Webb. El 18 de febrero fue elegida como la representante de Grecia en el Festival de la Canción de Eurovisión 2009.

## Listas
| Lista (2009)                     | Posición |
| -------------------------------- | -------- |
| Greece Billboard Digital Singles | 1        |
| Russian Airplay Chart            | 265      |
| Swedish Singles Chart            | 30       |